# Kelea (cràter)
Kelea és un cràter d'impacte en el planeta Venus de 24,5 km de diàmetre. Porta el nom de Keleanohoanaapiapi (c 1450), princesa i cap tribal maui, i el seu nom va ser aprovat per la Unió Astronòmica Internacional el 1994.